# Multishow ao Vivo: Rita Lee
Multishow Ao Vivo é um álbum ao vivo da cantora, compositora e instrumentista paulista Rita Lee. Foi gravado no Rio de Janeiro no dia 31 de Janeiro de 2009 e produzido pelo canal televisivo Multishow (atualmente BIS), comemorando os 40 anos de carreira da cantora. O projeto trouxe grandes sucessos da cantora como, Flagra, Saúde, Mutante, além de quatro músicas inéditas, Se Manca, Tão, O Bode e a Cabra,  uma versão para a música I Want to Hold Your Hand, da banda The Beatles e Insônia. O álbum também conta com um cover de Vingativa, do grupo As Frenéticas.

## Faixas - CD
| N.º | Título                                                                  | Compositor(es)                                                                                               | Duração |  |
| 1.  | "Flagra"                                                                | Rita Lee, Roberto de Carvalho                                                                                | 3:18    |  |
| 2.  | "Saúde"                                                                 | Rita Lee, Roberto de Carvalho                                                                                | 4:01    |  |
| 3.  | "Mutante"                                                               | Rita Lee, Roberto de Carvalho                                                                                | 5:15    |  |
| 4.  | "Se Manca"                                                              | Beto Lee, Rita Lee                                                                                           | 4:53    |  |
| 5.  | "Cor De Rosa Choque/Todas As Mulheres Do Mundo"                         | Rita Lee, Roberto de Carvalho / Rita Lee                                                                     | 5:20    |  |
| 6.  | "Baby/Panis Et Circencis/Batmakumba/Domingo No Parque/Alegria, Alegria" | Caetano Veloso / Gilberto Gil, Caetano Veloso / Gilberto Gil, Caetano Veloso / Gilberto Gil / Caetano Veloso | 4:31    |  |
| 7.  | "Tão"                                                                   | Rita Lee | 3:21    |  |
| 8.  | "O Bode E A Cabra" (I Want to Hold Your Hand)                           | Lennon-McCartney. Versão: Renato Barros                                                                      | 2:26    |  |
| 9.  | "Vingativa"                                                             | Wagner Ribeiro de Souza                                                                                      | 2:47    |  |
| 10. | "Insônia"                                                               | Rita Lee, Roberto de Carvalho                                                                                | 4:07    |  |
| 11. | "Bwana"                                                                 | Rita Lee, Roberto de Carvalho                                                                                | 3:27    |  |
| 12. | "Ovelha Negra"                                                          | Rita Lee | 5:06    |  |
| 13. | "Erva Venenosa" (Poison Ivy)                                            | Jerry Leiber e Mike Stoller. Versão: Rossini Pinto                                                           | 4:42    |  |
| 14. | "Lança Perfume/Chiquita Bacana"                                         | Rita Lee, Roberto de Carvalho / Alberto Ribeiro, João de Barro                                               | 6:39    |  |

## Lista de faixas - DVD
| N.º | Título                                                                                             | Duração |  |
| 1.  | "Flagra"                                                                                           | 03:38   |  |
| 2.  | "Saúde"                                                                                            | 04:01   |  |
| 3.  | "Mutante"                                                                                          | 06:05   |  |
| 4.  | "Cor-de-Rosa Choque / Todas as Mulheres do Mundo"                                                  | 05:15   |  |
| 5.  | "Tão"                                                                                              | 03:40   |  |
| 6.  | "Vingativa"                                                                                        | 03:31   |  |
| 7.  | "O Bode e a Cabra" (versão de I Want to Hold You Hand)                                             | 02:24   |  |
| 8.  | "Se Manca"                                                                                         | 04:51   |  |
| 9.  | "Baby" (Citações: "Domingo no Parque" / "Panis et Circenses" / "Bat Macumba" / "Alegria, Alegria") | 05:23   |  |
| 10. | "Bwana"                                                                                            | 03:30   |  |
| 11. | "Vítima"                                                                                           | 06:35   |  |
| 12. | "Insônia"                                                                                          | 05:06   |  |
| 13. | "Roll Over Beethoven"                                                                              | 03:32   |  |
| 14. | "Erva Venenosa"                                                                                    | 08:16   |  |
| 15. | "Doce Vampiro"                                                                                     | 02:58   |  |
| 16. | "Ovelha Negra"                                                                                     | 08:06   |  |
| 17. | "Agora Só Falta Você"                                                                              | 04:11   |  |
| 18. | "Lança Perfume / Chiquita Bacana"                                                                  | 04:26   |  |
| 19. | "Mania de Você" (Cantada apenas pelo público)                                                      | 02:16   |  |

## Músicos
- Rita Lee - voz, guitarra e violão
- Roberto de Carvalho - guitarra, violão, teclados adicionais e vocais
- Beto Lee - guitarra e vocais
- Edu Silvitti - baixo
- Brenno di Napoli - bateria
- Débora Reis, Rita Kfouri e Allex Bessa - vocais
- Laércio da Costa - percussão

| Colocação em vendas (2009) | Melhor posição |
| -------------------------- | -------------- |
| Brasil (Top 40 Álbuns)     | 8              |